# Purpuricenus renyvonae
Purpuricenus renyvonae är en skalbaggsart som beskrevs av Sláma 2001. Purpuricenus renyvonae ingår i släktet Purpuricenus och familjen långhorningar. Inga underarter finns listade i Catalogue of Life.